# Marcin Krawczyk (lekarz)
Marcin Krawczyk (ur. 1982) – polski lekarz, doktor nauk medycznych, kierownik Laboratorium Chorób Metabolicznych Wątroby w Katedrze i Klinice Chirurgii Ogólnej, Transplantacyjnej i Wątroby na I Wydziale Lekarskim Warszawskiego Uniwersytetu Medycznego, stypendysta „Polityki” w 2016.
Jego badania dotyczą m.in. genu związanego z zapadalnością na marskość i raka wątroby. Wykazał też, że zmiana stylu życia, zrównoważona dieta lub operacje bariatryczne pozwalają zminimalizować genetyczne ryzyko chorób wątroby